# فرانتس يوزيف رودر
فرانتس يوزيف رودر (بالألمانية: Franz-Josef Röder) (22 يوليو 1909 في مرتسيغ - 26 يونيو 1979 في ساربروكن)، كان سياسي ألماني ينتمي إلى الاتحاد الديمقراطي المسيحي. شغل من 1959 إلى 1979 منصب رئيس وزراء ولاية سارلاند. كان عضواً في الحزب النازي من 1933 إلى 1945.

## روابط خارجية
- فرانتس يوزيف رودر على موقع مونزينجر (الألمانية)
- فرانتس يوزيف رودر على موقع ديسكوغز (الإنجليزية)